# Torneo Conde de Godó

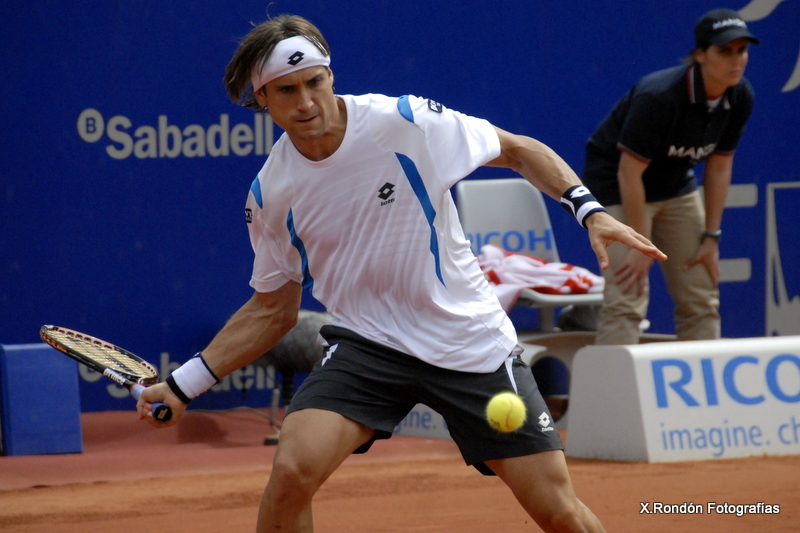
David Ferrer en la 60 edición del Torneo Conde de Godó. Barcelona, 2012.

El Trofeo Conde de Godó (también conocido simplemente como Godó, y oficialmente como Barcelona Open Banc Sabadell debido a los patrocinios) es una competición de tenis disputada anualmente en las instalaciones del Real Club de Tenis Barcelona, en la ciudad de Barcelona (España), sobre una superficie de tierra batida. Se disputa en las categorías individual masculino y dobles masculino y forma parte de ATP Tour 500.

## Historia
Con motivo de la inauguración de la nueva sede del Real Club de Tenis Barcelona en el barrio de Pedralbes en 1953, Carlos Godó Valls -Conde de Godó-, puso en marcha un nuevo torneo tenístico organizado por el mencionado club. Esta nueva competición fue heredera de las anteriores competiciones que se habían disputado en Barcelona como el Campeonato Internacional, los concursos de primavera, verano y las competiciones entre clubes. 
El trofeo entregado al vencedor fue diseñado en 1953 por los joyeros Soler Cabot. Era de plata y pesaba 13 kilogramos con una base de roble americano. En el año 2000 el trofeo fue renovado por J. Roca joyeros. La base fue aumentada para escribir el nombre de todos los vencedores de la competición y consiste en una copa coronada por un tenista en la tapa superior. Está valorado en unos 36 000 euros. 
Desde 1968 recibe la mención de Campeonatos Internacionales de España y en el año 2002 celebró sus bodas de oro.

## Palmarés

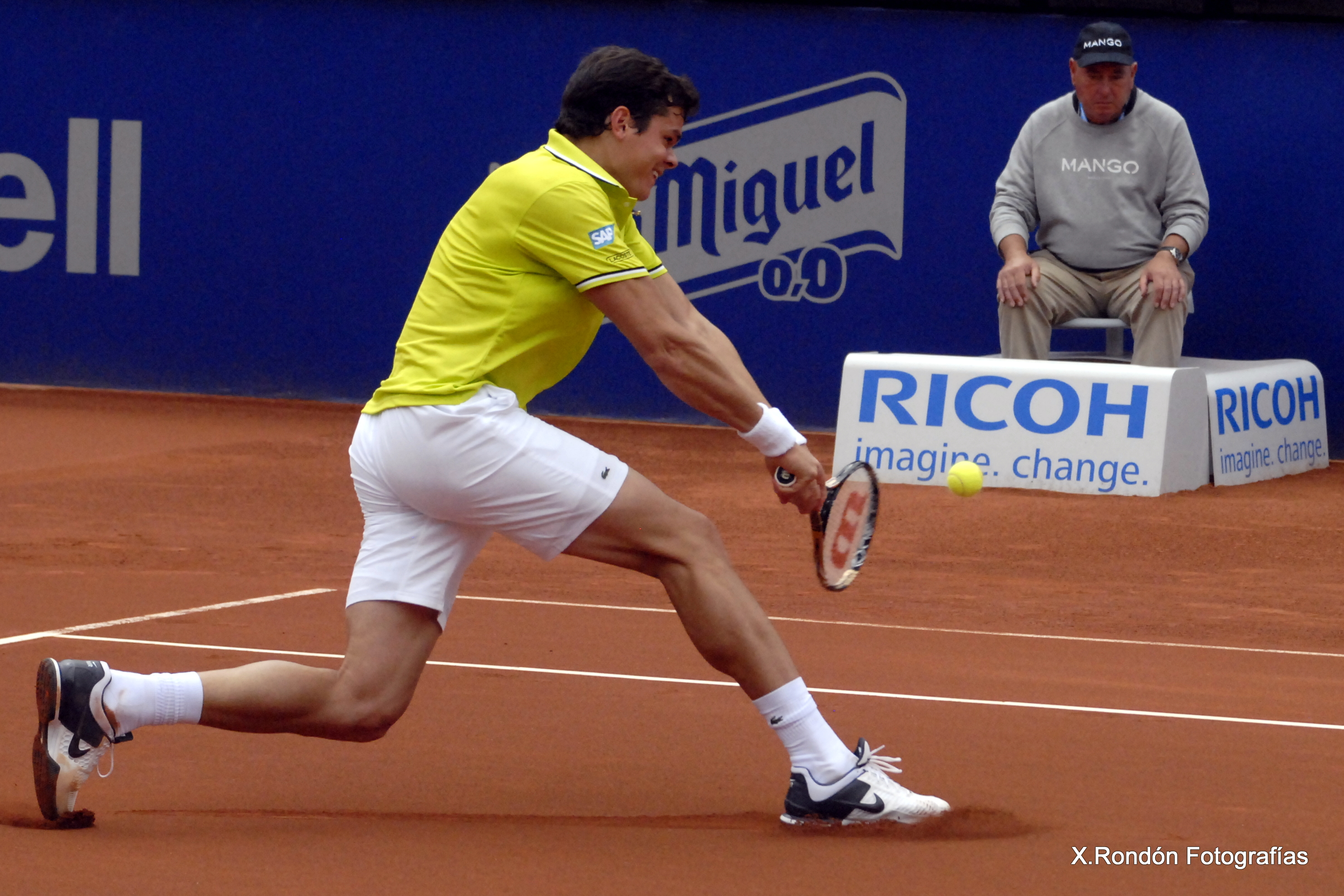
Milos Raonic en la 60 edición del Trofeo Conde de Godó. Barcelona, 2012.

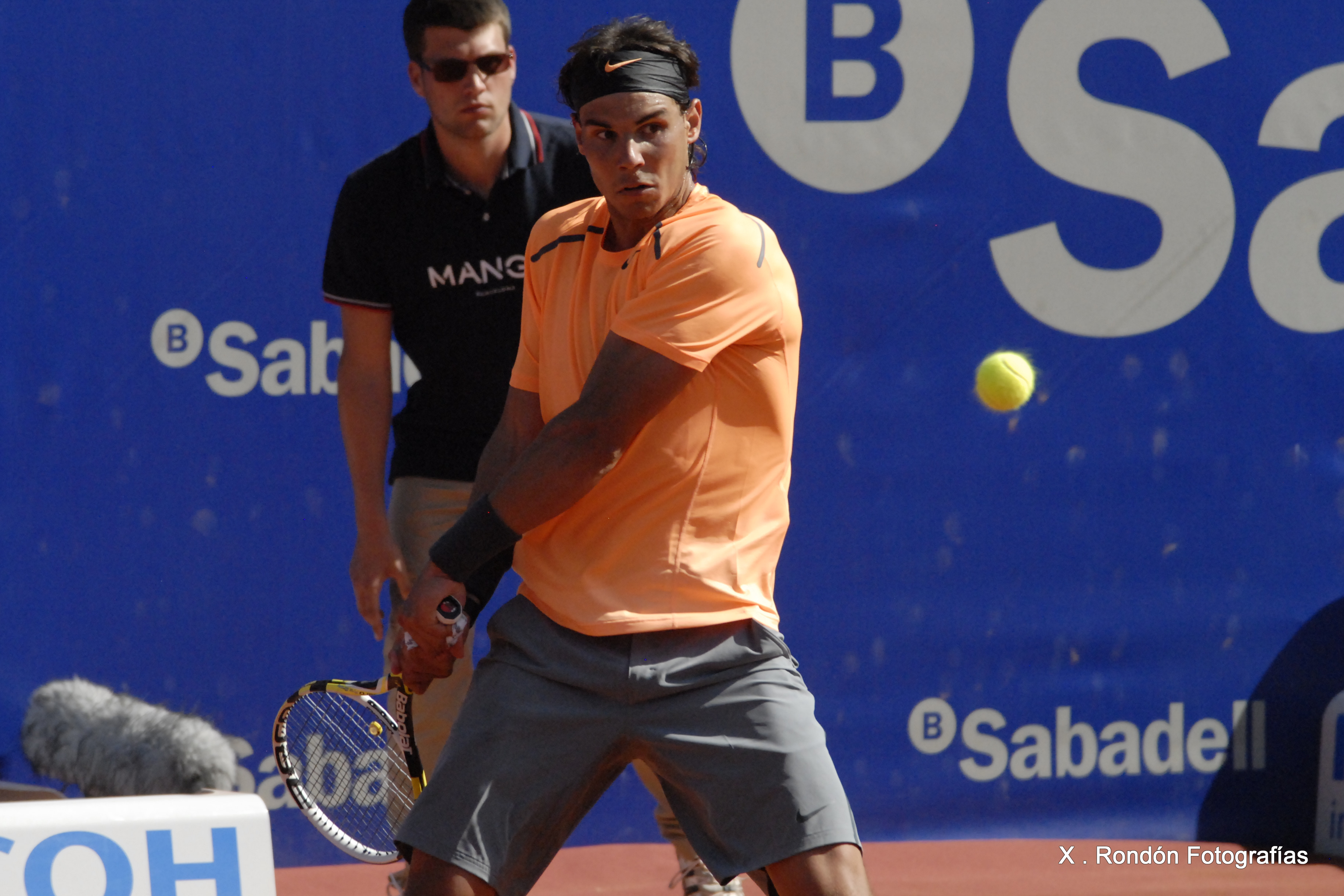
Rafa Nadal en la 60 edición del Torneo Conde de Godó. Barcelona. 2012.

En categoría individual masculina el tenista más laureado es, con 12 títulos, el español Rafael Nadal, y con 3 títulos el también español Manuel Orantes, el australiano Roy Emerson y el sueco Mats Wilander.

### Individual masculino
| Año                     | Campeón                                  | Subcampeón                               | Resultado                                |
| ----------------------- | ---------------------------------------- | ---------------------------------------- | ---------------------------------------- |
| 1953                    | Vic Seixas                               | Enrique Morea                            | 6-3, 6-4, 22-20                          |
| 1954                    | Tony Trabert                             | Vic Seixas                               | 6-0, 6-1, 6-3                            |
| 1955                    | Art Larsen                               | Budge Patty                              | 7-5, 3-6, 7-5, 2-6, 6-4                  |
| 1956                    | Herbert Flam                             | Bob Howe                                 | 6-2, 6-3, 6-0                            |
| 1957                    | Herbert Flam                             | Mervyn Rose                              | 6-4, 4-6, 6-3, 6-4                       |
| 1958                    | Sven Davidson                            | Mervyn Rose                              | 4-6, 6-2, 7-5, 6-1                       |
| 1959                    | Neale Fraser                             | Roy Emerson                              | 6-2, 6-4, 3-6, 6-2                       |
| 1960                    | Andrés Gimeno                            | Giuseppe Merlo                           | 6-1, 6-2, 6-1                            |
| 1961                    | Roy Emerson                              | Manuel Santana                           | 6-4, 6-4, 6-1                            |
| 1962                    | Manuel Santana                           | Ramanathan Krishnan                      | 3-6, 6-3, 6-4, 8-6                       |
| 1963                    | Roy Emerson                              | Juan Manuel Couder                       | 0-6, 6-4, 6-3, 4-6, 6-3                  |
| 1964                    | Roy Emerson                              | Manuel Santana                           | 2-6, 7-5, 6-3, 6-3                       |
| 1965                    | Juan Gisbert                             | Martin Mulligan                          | 6-4, 4-6, 6-1, 2-6, 6-2                  |
| 1966                    | Thomaz Koch                              | Nikola Pilić                             | 6-3, 6-2, 3-6, 7-5                       |
| 1967                    | Martin Mulligan                          | Rafael Osuna                             | 5-7, 7-5, 6-4, 6-3                       |
| 1968                    | Martin Mulligan                          | Ingo Buding                              | 6-0, 6-1, 6-0,                           |
| 1969                    | Manuel Orantes                           | Manuel Santana                           | 6-4, 7-5, 6-4                            |
| 1970                    | Manuel Santana                           | Rod Laver                                | 6-4, 6-3, 6-4                            |
| 1971                    | Manuel Orantes                           | Bob Lutz                                 | 6-4, 6-3, 6-4                            |
| ↓ Circuito Grand Prix ↓ |                                          |                                          |                                          |
| 1972                    | Jan Kodeš                                | Manuel Orantes                           | 6-3, 6-2, 6-4                            |
| 1973                    | Ilie Năstase                             | Manuel Orantes                           | 2-6, 6-1, 8-6, 6-4                       |
| 1974                    | Ilie Năstase                             | Manuel Orantes                           | 8-6, 9-7, 6-3                            |
| 1975                    | Björn Borg                               | Adriano Panatta                          | 1-6, 7-6, 6-3, 6-2                       |
| 1976                    | Manuel Orantes                           | Eddie Dibbs                              | 6-1, 2-6, 2-6, 7-5, 6-4                  |
| 1977                    | Björn Borg                               | Manuel Orantes                           | 6-2, 7-5, 6-2                            |
| 1978                    | Balázs Taróczy                           | Ilie Năstase                             | 1-6, 7-5, 4-6, 6-3, 6-4                  |
| 1979                    | Hans Gildemeister                        | Eddie Dibbs                              | 6-4, 6-3, 6-1                            |
| 1980                    | Ivan Lendl                               | Guillermo Vilas                          | 6-4, 5-7, 6-4, 4-6, 6-1                  |
| 1981                    | Ivan Lendl                               | Guillermo Vilas                          | 6-0, 6-3, 6-0                            |
| 1982                    | Mats Wilander                            | Guillermo Vilas                          | 6-3, 6-4, 6-3                            |
| 1983                    | Mats Wilander                            | Guillermo Vilas                          | 6-0, 6-3, 6-1                            |
| 1984                    | Mats Wilander                            | Joakim Nyström                           | 7-6, 6-4, 0-6, 6-2                       |
| 1985                    | Thierry Tulasne                          | Mats Wilander                            | 0-6, 6-2, 3-6, 6-4, 6-0                  |
| 1986                    | Kent Carlsson                            | Andreas Maurer                           | 6-2, 6-2, 6-0                            |
| 1987                    | Martín Jaite                             | Mats Wilander                            | 7-6, 6-4, 4-6, 0-6, 6-4                  |
| 1988                    | Kent Carlsson                            | Thomas Muster                            | 6-3, 6-3, 3-6, 6-1                       |
| 1989                    | Andrés Gómez                             | Horst Skoff                              | 6-4, 6-4, 6-2                            |
| ↓ ATP Tour 500 ↓        |                                          |                                          |                                          |
| 1990                    | Andrés Gómez                             | Guillermo Pérez Roldán                   | 6-0, 7-6, 3-6, 0-6, 6-2                  |
| 1991                    | Emilio Sánchez Vicario                   | Sergi Bruguera                           | 6-7, 6-3, 7-5, 6-4                       |
| 1992                    | Carlos Costa                             | Magnus Gustafsson                        | 6-4, 7-6, 6-4                            |
| 1993                    | Andréi Medvédev                          | Sergi Bruguera                           | 6-7, 6-3, 7-5, 6-4                       |
| 1994                    | Richard Krajicek                         | Carlos Costa                             | 6-4, 7-6, 6-2                            |
| 1995                    | Thomas Muster                            | Magnus Larsson                           | 6-2, 6-1, 6-4                            |
| 1996                    | Thomas Muster                            | Marcelo Ríos                             | 6-3, 4-6, 6-4, 6-1                       |
| 1997                    | Albert Costa                             | Albert Portas                            | 7-5, 6-4, 6-4                            |
| 1998                    | Todd Martin                              | Alberto Berasategui                      | 6-2, 1-6, 6-3, 6-2                       |
| 1999                    | Félix Mantilla                           | Karim Alami                              | 7-6(2), 6-3, 6-3                         |
| 2000                    | Marat Safin                              | Juan Carlos Ferrero                      | 6-3, 6-3, 6-4                            |
| 2001                    | Juan Carlos Ferrero                      | Carlos Moyá                              | 4-6, 7-5, 6-3, 3-6, 7-5                  |
| 2002                    | Gastón Gaudio                            | Albert Costa                             | 6-4, 6-0, 6-2                            |
| 2003                    | Carlos Moyá                              | Marat Safin                              | 5-7, 6-2, 6-2, 3-0, ret.                 |
| 2004                    | Tommy Robredo                            | Gastón Gaudio                            | 6-3, 4-6, 6-2, 3-6, 6-3                  |
| 2005                    | Rafael Nadal                             | Juan Carlos Ferrero                      | 6-1, 7-6(4), 6-3                         |
| 2006                    | Rafael Nadal                             | Tommy Robredo                            | 6-4, 6-4, 6-0                            |
| 2007                    | Rafael Nadal                             | Guillermo Cañas                          | 6-3, 6-4                                 |
| 2008                    | Rafael Nadal                             | David Ferrer                             | 6-1, 4-6, 6-1                            |
| 2009                    | Rafael Nadal                             | David Ferrer                             | 6-2, 7-5                                 |
| 2010                    | Fernando Verdasco                        | Robin Söderling                          | 6-3, 4-6, 6-3                            |
| 2011                    | Rafael Nadal                             | David Ferrer                             | 6-2, 6-4                                 |
| 2012                    | Rafael Nadal                             | David Ferrer                             | 7-6(1), 7-5                              |
| 2013                    | Rafael Nadal                             | Nicolás Almagro                          | 6-4, 6-3                                 |
| 2014                    | Kei Nishikori                            | Santiago Giraldo                         | 6-2, 6-2                                 |
| 2015                    | Kei Nishikori                            | Pablo Andújar                            | 6-4, 6-4                                 |
| 2016                    | Rafael Nadal                             | Kei Nishikori                            | 6-4, 7-5                                 |
| 2017                    | Rafael Nadal                             | Dominic Thiem                            | 6-4, 6-1                                 |
| 2018                    | Rafael Nadal                             | Stefanos Tsitsipas                       | 6-2, 6-1                                 |
| 2019                    | Dominic Thiem                            | Daniil Medvédev                          | 6-4, 6-0                                 |
| 2020                    | No disputado por la pandemia de Covid-19 | No disputado por la pandemia de Covid-19 | No disputado por la pandemia de Covid-19 |
| 2021                    | Rafael Nadal                             | Stefanos Tsitsipas                       | 6-4, 6-7(6), 7-5                         |
| 2022                    | Carlos Alcaraz                           | Pablo Carreño                            | 6-3, 6-2                                 |
| 2023                    | Carlos Alcaraz                           | Stefanos Tsitsipas                       | 6-3, 6-4                                 |
| 2024                    | Casper Ruud                              | Stefanos Tsitsipas                       | 7-5, 6-3                                 |
| 2025                    | Holger Rune                              | Carlos Alcaraz                           | 7-6(6), 6-2                              |

### Dobles masculino
| Año                     | Campeones                                 | Subcampeones                              | Resultado                                 |
| ----------------------- | ----------------------------------------- | ----------------------------------------- | ----------------------------------------- |
| 1953                    | Enrique Morea Vic Seixas                  | Jaime Bartrolí Lennart Bergelin           | 6-3, 3-6, 6-3, 6-1                        |
| 1954                    | Vic Seixas Tony Trabert                   | Jack Arkinstall Malcolm Fox               | 6-3, 6-4, 6-2                             |
| 1955                    | Mervyn Rose George Worthington            | Art Larsen Budge Patty                    | 6-2, 2-6, 6-2, 6-1                        |
| 1956                    | Don Candy Lewis Hoad                      | Bob Howe Art Larsen                       | 6-1, 6-1, 6-2                             |
| 1957                    | Bob Howe Mervyn Rose                      | Herbert Flam Sydney Schwartz              | 6-3, 6-3, 5-7, 6-1                        |
| 1958                    | Jaroslav Drobný Budge Patty               | Mervyn Rose Warren Woodcock               | 7-5, 6-3, 6-2                             |
| 1959                    | Roy Emerson Neale Fraser                  | Luis Ayala Rod Laver                      | 6-2, 4-6, 6-4, 13-11                      |
| 1960                    | Roy Emerson Neale Fraser                  | José Luis Arilla Andrés Gimeno            | 6-4, 6-0, 6-4                             |
| 1961                    | Bob Hewitt Fred Stolle                    | Bob Mark Manuel Santana                   | 2-6, 6-3, 6-4, 6-4                        |
| 1962                    | Roy Emerson Neale Fraser                  | Bob Hewitt Fred Stolle                    | 8-6, 8-6, 6-4                             |
| 1963                    | Roy Emerson Manuel Santana                | José Luis Arilla Eduardo Soriano          | 5-7, 6-2, 3-6, 7-5, 6-3                   |
| 1964                    | Roy Emerson Ken Fletcher                  | José Mandarino Eduardo Soriano            | 6-3, 8-6, 1-6, 5-7, 6-3                   |
| 1965                    | Roy Emerson Ramanathan Krishnan           | José Luis Arilla Manuel Santana           | 6-2, 6-1, 6-1                             |
| 1966                    | Roy Emerson Fred Stolle                   | Thomaz Koch José Mandarino                | 9-7, 6-4                                  |
| 1967                    | Thomaz Koch José Mandarino                | Ramanathan Krishnan Rafael Osuna          | 6-2, 6-4, 8-6                             |
| 1968                    | Carlos Fernandes Patricio Rodríguez       | Thomaz Koch José Mandarino                | 6-2, 3-6, 6-3, 6-1, 6-4                   |
| 1969                    | Manuel Orantes Patricio Rodríguez         | Terry Addison Ray Keldie                  | 8-10, 6-3, 6-1, 5-7, 6-2                  |
| 1970                    | Lew Hoad Manuel Santana                   | Andrés Gimeno Rod Laver                   | 6-4, 9-7, 7-5                             |
| 1971                    | Željko Franulović Juan Gisbert            | Cliff Drysdale Andrés Gimeno              | 7-6, 6-2, 7-6                             |
| ↓ Circuito Grand Prix ↓ |                                           |                                           |                                           |
| 1972                    | Juan Gisbert Manuel Orantes               | Frew McMillan Ilie Nastase                | 6-3, 3-6, 6-4                             |
| 1973                    | Ilie Nastase Tom Okker                    | Antonio Muñoz Manuel Orantes              | 4-6, 6-3, 6-2                             |
| 1974                    | Juan Gisbert Ilie Nastase                 | Manuel Orantes Guillermo Vilas            | 3-6, 6-0, 6-2                             |
| 1975                    | Björn Borg Guillermo Vilas                | Wojciech Fibak Karl Meiler                | 3-6, 6-4, 6-3                             |
| 1976                    | Brian Gottfried Raúl Ramírez              | Bob Hewitt Frew McMillan                  | 7-6, 6-4                                  |
| 1977                    | Wojciech Fibak Jan Kodeš                  | Bob Hewitt Frew McMillan                  | 6-0, 6-4                                  |
| 1978                    | Željko Franulović Hans Gildemeister       | Jean-Luis Haillet Gilles Moretton         | 6-1, 6-4                                  |
| 1979                    | Paolo Bertolucci Adriano Panatta          | Carlos Kirmayr Cassio Motta               | 6-4, 6-3                                  |
| 1980                    | Steve Denton Ivan Lendl                   | Pavel Složil Balázs Taróczy               | 6-2, 6-7, 6-3                             |
| 1981                    | Anders Järryd Hans Simonsson              | Andrés Gómez Hans Gildemeister            | 6-1, 6-4                                  |
| 1982                    | Anders Järryd Hans Simonsson              | Carlos Kirmayr Cassio Motta               | 6-3, 6-2                                  |
| 1983                    | Anders Järryd Hans Simonsson              | Jim Gurfein Erick Iskersky                | 7-5, 6-3                                  |
| 1984                    | Pavel Složil Tomáš Šmíd                   | Martín Jaite Víctor Pecci                 | 6-2, 6-0                                  |
| 1985                    | Sergio Casal Emilio Sánchez               | Jan Gunnarsson Michael Mortensen          | 6-3, 6-3                                  |
| 1986                    | Jan Gunnarsson Joakim Nyström             | Carlos di Laura Claudio Panatta           | 6-3, 6-4                                  |
| 1987                    | Miloslav Mečíř Tomáš Šmíd                 | Javier Frana Christian Miniussi           | 6-1, 6-2                                  |
| 1988                    | Sergio Casal Emilio Sánchez               | Claudio Mezzadri Diego Pérez              | 6-4, 6-3                                  |
| 1989                    | Gustavo Luza Christian Miniussi           | Sergio Casal Tomáš Šmíd                   | 6-3, 6-3                                  |
| ↓ ATP Tour 500 ↓        |                                           |                                           |                                           |
| 1990                    | Andrés Gómez Javier Sánchez               | Sergio Casal Emilio Sánchez               | 7-6, 7-5                                  |
| 1991                    | Horacio de la Peña Diego Nargiso          | Boris Becker Eric Jelen                   | 3-6, 7-6, 6-4                             |
| 1992                    | Andrés Gómez Javier Sánchez               | Ivan Lendl Karel Nováček                  | 6-4, 6-4                                  |
| 1993                    | Shelby Cannon Scott Melville              | Sergio Casal Emilio Sánchez               | 7-6, 6-1                                  |
| 1994                    | Yevgueni Káfelnikov David Rikl            | Jim Courier Javier Sánchez                | 5-7, 6-1, 6-4                             |
| 1995                    | Trevor Kronemann David Macpherson         | Andrea Gaudenzi Goran Ivanišević          | 5-7, 6-1, 6-4                             |
| 1996                    | Luis Lobo Javier Sánchez                  | Neil Broad Piet Norval                    | 6-2, 6-4                                  |
| 1997                    | Alberto Berasategui Jordi Burillo         | Pablo Albano Àlex Corretja                | 6-3, 7-5                                  |
| 1998                    | Jacco Eltingh Paul Haarhuis               | Ellis Ferreira Rick Leach                 | 7-5, 6-0                                  |
| 1999                    | Paul Haarhuis Yevgueni Káfelnikov         | Massimo Bertolini Cristian Brandi         | 7-5, 6-3                                  |
| 2000                    | Nicklas Kulti Mikael Tillström            | Paul Haarhuis Sandon Stolle               | 6-2, 6-7, 7-6                             |
| 2001                    | Donald Johnson Jared Palmer               | Tommy Robredo Fernando Vicente            | 7-6, 6-4                                  |
| 2002                    | Michael Hill Daniel Vacek                 | Lucas Arnold Ker Gastón Etlis             | 6-4, 6-4                                  |
| 2003                    | Bob Bryan Mike Bryan                      | Chris Haggard Robbie Koenig               | 6-4, 6-3                                  |
| 2004                    | Mark Knowles Daniel Nestor                | Mariano Hood Sebastián Prieto             | 4-6, 6-3, 6-4                             |
| 2005                    | Leander Paes Nenad Zimonjić               | Feliciano López Rafael Nadal              | 6-3, 6-3                                  |
| 2006                    | Mark Knowles Daniel Nestor                | Mariusz Fyrstenberg Marcin Matkowski      | 6-2, 6-7, 10-5                            |
| 2007                    | Andrei Pavel Alexander Waske              | Rafael Nadal Bartolomé Salvá-Vidal        | 6-3, 7-6                                  |
| 2008                    | Bob Bryan Mike Bryan                      | Mariusz Fyrstenberg Marcin Matkowski      | 6-3, 6-2                                  |
| 2009                    | Daniel Nestor Nenad Zimonjić              | Mahesh Bhupathi Mark Knowles              | 6-3, 7-6(9)                               |
| 2010                    | Daniel Nestor Nenad Zimonjić              | Lleyton Hewitt Mark Knowles               | 4-6, 6-3, 10-6                            |
| 2011                    | Santiago González Scott Lipsky            | Bob Bryan Mike Bryan                      | 5-7, 6-2, 12-10                           |
| 2012                    | Mariusz Fyrstenberg Marcin Matkowski      | Marcel Granollers Marc López              | 2-6, 7-6(7), 10-8                         |
| 2013                    | Alexander Peya Bruno Soares               | Robert Lindstedt Daniel Nestor            | 5–7, 7–6(7), [10–4]                       |
| 2014                    | Jesse Huta Galung Stéphane Robert         | Daniel Nestor Nenad Zimonjić              | 6–3, 6-3                                  |
| 2015                    | Marin Draganja Henri Kontinen             | Jamie Murray John Peers                   | 6-3, 6-7(6), [11-9]                       |
| 2016                    | Bob Bryan Mike Bryan                      | Pablo Cuevas Marcel Granollers            | 7-5, 7-5                                  |
| 2017                    | Florin Mergea Aisam-ul-Haq Qureshi        | Philipp Petzschner Alexander Peya         | 6-4, 6-3                                  |
| 2018                    | Feliciano López Marc López                | Aisam-ul-Haq Qureshi Jean-Julien Rojer    | 7-6(5), 6-4                               |
| 2019                    | Juan Sebastián Cabal Robert Farah         | Jamie Murray Bruno Soares                 | 6-4, 7-6(4)                               |
| 2020                    | No disputado por la pandemia del COVID-19 | No disputado por la pandemia del COVID-19 | No disputado por la pandemia del COVID-19 |
| 2021                    | Juan Sebastián Cabal Robert Farah         | Kevin Krawietz Horia Tecău                | 6-4, 6-2                                  |
| 2022                    | Kevin Krawietz Andreas Mies               | Wesley Koolhof Neal Skupski               | 6-7(3), 7-6(5), [10-6]                    |
| 2023                    | Máximo González Andrés Molteni            | Wesley Koolhof Neal Skupski               | 6-3, 6-7(8), [10-4]                       |
| 2024                    | Máximo González Andrés Molteni            | Hugo Nys Jan Zieliński                    | 4-6, 6-4, [11-9]                          |
| 2025                    | Sander Arends Luke Johnson                | Joe Salisbury Neal Skupski                | 6-3, 6-7(1), [10-6]                       |

## Ganadores múltiples en individuales

### Masculino
| Jugador        | Títulos | Subtítulos | Años campeonatos                                                       | Años subcampeonatos    |
| -------------- | ------- | ---------- | ---------------------------------------------------------------------- | ---------------------- |
| Rafael Nadal   | 12      | -          | 2005, 2006, 2007, 2008, 2009, 2011, 2012, 2013, 2016, 2017, 2018, 2021 |                        |
| Manuel Orantes | 3       | 4          | 1969, 1971, 1976                                                       | 1972, 1973, 1974, 1977 |
| Mats Wilander  | 3       | 2          | 1982, 1983, 1984                                                       | 1985, 1987             |
| Roy Emerson    | 3       | 1          | 1961, 1963, 1964                                                       | 1959                   |